# 台标

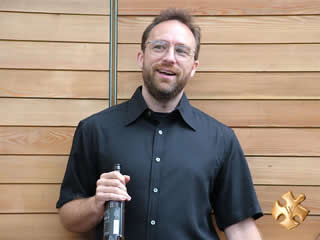
典型的台標。出現在畫面上的一角。

台标，亦称台徽，是电视台的象征标志。台标通常悬挂在电视画面上，或绘在记者的话筒上。台标象征电视台的广播本质。
中國大陸的台標一般在電視畫面的左上角（在奥运赛事直播等罕见情况时移至右上角）。日本則大多表示在右上角，且為使台標看起來不太過顯眼，大多會使用半透明顏色顯示台標。英國在最初曾在畫面左上顯示台標。現在BBC One HD和BBC Two HD則不在畫面上顯示台標。但ITV和第五台則在畫面左上顯示半透明的台標。美國的電視台則大多在畫面右下顯示台標。美國的電視台偏好使用單色台標，以使其不至於太過醒目。而在台灣，各家媒體及電視臺無通用臺標樣式，有些置於右上有些置於左上，甚至部分電視臺使用動態臺標，台視的台標在2000年代以前曾置於右下角，但現在均已統一放在右上角。